# Кирпа, Георгий Николаевич
Георгий Николаевич Кирпа (укр. Георгій Миколайович Кірпа; 20 июля 1946 года, село Клубовка Изяславского района Хмельницкой области — 27 декабря 2004 года, Бортничи, в черте города Киева) — украинский государственный и политический деятель. Герой Украины (2002).

## Биография
«Меня в жизни никто не вытягивал. Я этим горд» (Г. Н. Кирпа).

### Первые годы
Трудовую деятельность начал слесарем на сахарном заводе.
В 1965 году поступил в Харькове в институт инженеров железнодорожного транспорта, где в 1970 году с отличием окончил факультет управления процессами перевозок.

### Работа на Львовской железной дороге
С 1985 года первый заместитель, а в 1993—2000 годах — начальник Львовской железной дороги.
В 1997 году Кирпа получил ученую степень Кандидата технических наук (1997) и был избран членом Транспортной академии Украины. Во время президентских выборов на Украине 1999 года являлся доверенным лицом кандидата в президенты Л. Д. Кучмы в 120 территориальном избирательном округе.
С 1998 по 2002 года Кирпа являлся депутатом Львовского областного совета.

### Гендиректор «Укрзалізниці» и Министр транспорта и связи
Кость Бондаренко писал, что в начале апреля 2000 года президенту Украины от начальника Львовской железной дороги Георгия Кирпы поступило письмо, в котором последний показал реальную картину состояния дел на «Укрзалізниці»: железнодорожное полотно, электровозы и вагоны изнашиваются, на их место не приходит новая техника; украинские железные дороги едва справляются с транспортными потоками, их увеличение может повлечь к увеличению аварийности на путях. В то же время «Укрзалізниця» имеет прибыли, которые не идут в пользу отрасли. В 1999 году «живыми» деньгами была оплачена лишь пятая часть внутренних грузовых перевозок. Несбалансированная тарифная политика отпугивала многих клиентов и даже приводила к потере традиционных тарифных перевозок по странам СНГ через территорию Украины, в результате чего Украина теряла 500 млн дол. ежегодно только за счёт транзитных перевозок.
Кость Бондаренко указывает, что последующее назначение Кирпы в Киев состоялось благодаря секретарю СНБО Украины Марчуку.
В апреле 2000 года был назначен первым заместителем министра транспорта Украины — генеральным директором Государственной администрации железнодорожного транспорта в правительстве Виктора Ющенко, 28 августа 2001 года снят с поста первого заместителя министра транспорта (в связи с ликвидацией должности) и назначен гендиректором Госадминистрации железнодорожного транспорта Украины.

За время шефства над украинской железной дорогой Кирпа успел себя зарекомендовать как эффективный хозяин. Убыточная отрасль стала приносить прибыль. В прошлое ушли взаимозачёты… Зарплата идёт как часы, в системе «Укрзалізниці» развёрнуты колоссальные строительные и ремонтные работы. — Юлия Мостовая в газете "Зеркало недели" за 10 мая 2002 года
Одновременно с мая 2002 года Кирпа назначен министром транспорта (по квоте парламентской фракции СДПУ(о)). С июля 2004 года он стал министром транспорта и связи (по реорганизации Министерства транспорта Украины с Государственным комитетом связи и информатизации Украины в Министерство транспорта и связи Украины). В 2002 году Кирпа был избран в украинский парламент по партийному списку блока «За единую Украину» (шёл под десятым номером), но от депутатского мандата отказался. Летом — осенью 2002 года рассматривался как возможный кандидат на пост главы украинского правительства (А. К. Кинаха на посту премьер-министра Украины сменил тогда В. Ф. Янукович). В октябре 2003 года, в интернете имели активное распространение компрометирующие Г. Н. Кирпу фотоснимки, на которых человек, похожий на Кирпу, совращал подростка, что вызвало общественный резонанс.

Являлся лидером созданной в мае 2004 года политической партии «Відродження» (рус. «Возрождение»). В июне 2004 года подтвердил, что на президентских выборах на Украине 2004 года баллотироваться в президенты не собирается. С июля 2004 года высказывал поддержку кандидатуре В. Ф. Януковича.
29 октября 2004 года, в рамках своей «оранжевой» предвыборной кампании кандидат в президенты Виктор Ющенко, выступавший под лозунгами против «преступной власти», призвал президента Кучму уволить Г. Н. Кирпу с должности и проверить информацию о его незаконных действиях.
Команда Ющенко неоднократно заявляла, что избирательная кампания Януковича финансируется за счёт транспортников, а в организации незаконных финансовых потоков обвиняли лично министра транспорта Георгия Кирпу.

### Смерть
Георгий Кирпа был обнаружен мёртвым на своей даче в Бортничах под Киевом 27 декабря 2004 года (следующий день после переголосования второго тура президентских выборов).
По факту смерти Генеральная прокуратура Украины возбудила уголовное дело по ст. 120 Уголовного кодекса Украины («доведение до самоубийства»).
По восстановленной впоследствии хронике событий: «В день своей гибели Кирпа проводил жену в город. Возвратившись на дачу, он позвонил спикеру украинского парламента Владимиру Литвину. Затем министр послал дачного сторожа в магазин… Сосед Кирпы зашёл к нему за сигаретой. В это время министр говорил с кем-то по телефону. Он был взволнован и сердит. Разговор длился долго, но сосед не прислушивался к его содержанию. После этого Кирпа взял боевой пистолет Макарова (в действительности ПСМ — Прим.) и ушёл в сауну. „Там он застрелился. Труп обнаружил сторож после возвращения из магазина“».
Изначально официально рассматривалось несколько версий гибели. «Рассматривается версия самоубийства, и не только», — заявил 29 декабря 2004 года генпрокурор Украины Святослав Пискун, тогда же отметивший, что «сегодня так обстоятельства складываются, что более всего это похоже на самоубийство».
29 декабря 2004 года в Киеве состоялась церемония прощания с Георгием Кирпой, по сообщениям СМИ в ней принимали участие: Леонид Кучма с супругой, Виктор Янукович, Владимир Литвин, Виктор Медведчук, Александр Кузьмук, Николай Азаров, Александр Омельченко, Святослав Пискун, Виктор Черномырдин, Евгений Червоненко, Григорий Суркис, Валентина Довженко, Анатолий Толстоухов, другие.
В январе 2005 года следствие окончательно утвердилось в версии самоубийства. «По доведению до самоубийства — много вопросов. Ведь его (Г. Н. Кирпы) финансово-хозяйственная деятельность была очень широкой, вы знаете… Но доказать доведение будет весьма нелегко», — заявил заместитель генпрокурора Украины Виктор Шокин 12 апреля 2005 года.

В ходе досудебного следствия установлено, что Кирпа Г. Н. покончил жизнь самоубийством.
— Из уголовного дела № 49-1395,
С версией самоубийства согласился Леонид Кучма, и Нестор Шуфрич (в интервью 27.04.2005 ); высказывали несогласие Игорь Франчук, Юрий Луценко: Знаю его как очень крепкую, внутренне крепкую фигуру… Думаю, те, кто через «Укрзализныцю» воровал миллиарды, посодействовали его уходу из жизни.. Сомнение высказывали Иван Салий, Анатолий Франчук. Депутат Александр Волков полагал, что имело место доведение до самоубийства.
На презентации книги о Георгии Кирпе «Прерванный полёт» в Киеве 20 июля 2006 года автор, бывший пресс-секретарь Г. Н. Кирпы Герман Ключеров «на вопрос о причинах гибели министра ответил: „Так сложилась ситуация, и он (Кирпа) почувствовал, что это — тупик“. Герман Ключеров подчеркнул, что Кирпа „не умел проигрывать, поэтому и выбрал для себя такой исход“» (Интернет-издание «ForUm», 20.07.2006). (Ср. Нестор Шуфрич в интервью 27.04.2005: «Я почему-то думаю, что это действительно был суицид. Зная характер Георгия, я почему-то думаю именно так. Он сильный человек, а уйти из жизни так, как ушел он, — для этого нужно уметь принимать волевые решения… Я думаю, он не пережил сам факт проигрыша и завершения эпохи, выдающимся представителем которой он был».)
«Метод „исключения невозможного“ помог убедиться, что экс-министр транспорта Георгий Кирпа не был убит, а покончил с собой. Это произошло на его участке в бане с кафельным полом. Когда помещение нагревается, все прежние следы там уничтожаются, можно видеть лишь свежие. Эксперты обследовали имевшиеся следы и убедились: они вели в одну сторону и принадлежали Кирпе…» (Из статьи о киевских экспертах-криминалистах в газете «Сегодня» за 20.05.2009).
Георгий Николаевич Кирпа похоронен на Байковом кладбище в Киеве.

### Семья
- Жена — Жанна Игоревна.
- Дети — сын Виталий (род. 1972) и дочь Инна (род. 1974).

## Увековечивание памяти

Памятник Кирпе на Байковом кладбище в Киеве

- В июле 2007 в Ужгороде в помещении городского железнодорожного вокзала установлена мемориальная доска Георгию Кирпе и открыт музей экс-министра. В экспозиции музея представлены личные вещи Кирпы, его униформа, фуражка.[22]
- 13 ноября 2008 во Львове ко дню железнодорожника на фасаде Управления Львовской железной дороги установили мемориальную доску Георгию Кирпе.[23]
- 20 июля 2009 на малой родине Георгия Кирпы в селе Клубовка Изяславского района Хмельницкой области был открыт памятник Георгию Кирпе в бронзе и граните высотой более 5 м.[24]
- В июле 2010 года в селе Клубовка был открыт музей-усадьба Героя Украины Георгия Кирпы.[25]
- В декабре 2009 года принято решение о переименовании ул. Петрозаводской в Соломенском р-не г. Киева в честь Георгия Кирпы.
- Создан Фонд имени Г. М. Кирпы.
- Дарницкий автомобильно-железнодорожный мост, открытый в 2011 году, в народе зовут «мост Кирпы».
- Новый Дворец спорта Южной железной дороги в городе Харькове, сооруженный в 2004 году на ул. Котлова при активном содействии министра, носит его имя.
- Была переименована железнодорожная станция «Бортничи» в станцию «им. Георгия Кирпы».[26]
- 19 февраля 2016 года в Раздельной в рамках декоммунизации ул. Димитрова была переименована в ул. Г. Кирпы[27].

## Награды и звания
- Герой Украины (23 апреля 2002 года) — за выдающиеся заслуги перед Украиной в развитии железнодорожного транспорта, обеспечения эффективного функционирования транспортной системы государства[28],
- Орден князя Ярослава Мудрого V степени (3 июня 1999 года) — за выдающиеся личные заслуги перед Украинским государством в развитии железнодорожного транспорта[29],
- Орден «За заслуги» III степени (21 апреля 1998 года) — за весомые достижения в труде, высокий профессионализм[30],
- Большой командорский крест ордена «За заслуги перед Литвой» (2004 год, Литва)[31],
- Крест Президента Словацкой Республики II степени (2004 год, Словакия)[32],
- Орден Дружбы народов (1985 год),
- Заслуженный работник транспорта Украины (1995 год)[33],
- Почётный железнодорожник Украины,
- Звание «Почетный гражданин города Раздельная» (30.10.2003)[34],
- Почётный гражданин города Харькова (2004 год).

## Интересные факты
- «В соответствии с информацией латвийской газеты „Коммерсант Baltic Daily“, в начале июня 2003 года в Риге состоялось секретное, но тщательно разрекламированное совещание Георгия Кирпы с неназванными российскими политологами, которые упоминались под общим псевдонимом „ведущие“. Георгия Николаевича рижские журналисты обозвали „наиболее вероятным преемником Леонида Кучмы на президентском посту, который должен продолжить начатый Леонидом Даниловичем курс на сближение с Америкой“»[35]. «Более того, по словам Кирпы, именно он является согласованным кандидатом»[36].
- Библиография
- Книга «Георгий Кирпа: незавершенная колея» автор Борис Свердлов. Киев, 2006—368 с.,ил.

 Находясь во Львове, лидер «Нашей Украины» Виктор Ющенко сказал, что в украинском правительстве вскоре будет новый руководитель, с короткой фамилией на букву К. (подразумевался Г. Кирпа — Прим.), который собственно и будет кандидатом от власти на президентских выборах. Оригинальный текст (укр.)Перебуваючи у Львові, лідер "Нашої України" Віктор Ющенко сказав, що в українському уряді невдовзі буде новий керівник, з коротким прізвищем на букву К., який власне і буде кандидатом від влади на президентських виборах. — Львовская газета "Поступ", 27.09.2003 